# Gattendorf (Burgenland)
Gattendorf je obec na východě Rakouska, okres Neusiedl am See ve spolkové zemi Burgenland. Leží blízko hranic s Maďarskem.
Má rozlohu 25,1 km² a žije zde 1 191 obyvatel (31. 12. 2009).

## Geografie
Leží asi 16 km jihozápadně od centra Bratislavy u obcí Potzneusiedl a Parndorf.
Většina území obce je rovinatá. Díky blízkosti Neziderského jezera má oblast mírné, ale větrné podněbí.